# 凌霄塔
凌霄塔，位於河北省正定縣老城内大众街北侧原天宁寺内，共九層，高42米，始建於唐肃宗至德元年（756年）。原名“慧光塔”，因為塔身全為木结构，當地人又俗稱「木塔」，是中华人民共和国全国重点文物保护单位，現存為數甚少的木塔之一。塔呈八角形，是一座下砖上木、砖木混合的樓閣式塔，一至四層為磚砌結構，五層以上全部為木構建築。在中国现存的半木结构的古塔，只有河北正定和甘肃张掖两处，而凌霄塔的始建时间又早很多。

## 历史
天寧寺創建於唐懿宗咸通初年，至民國初年，寺內殿宇尽毀，主要建筑僅存凌霄塔。
凌霄塔的地基是用素黄土夯筑的，这是一种唐代的建筑工艺。凌霄塔塔身第四层中心，竖立着一根由九条圆木捆绑在一起、直通塔顶的巨大束柱，它被称为塔心柱，塔心柱式曾是唐代以前建塔的主要样式。建筑学家罗哲文先生在《中国古塔》一书中说，这种结构为中国现存建筑学上的孤例。北宋时凌霄塔中心柱朽坏，怀丙和尚经过仔细观察研究，精心测量计算后，制作了一截替换的木柱，成功的将朽木换掉。凌霄塔在千百年间经过损毁和重修多次。现在塔身的一至四层是宋代在唐塔残址上重修的，以上各层为金代所建。虽然是一塔三样，但每次重修都没有推倒重来过。
1966年，河北邢台发生邢台大地震，凌霄塔七层以上损毁严重。1981年，河北省文物部门决定对凌霄塔重修。在重修前对凌霄塔进行了全面的文物勘察。1982年2月，在塔基下发现地宫。在凌霄塔深埋地下的地宫中，发现了一个半圆石函，半圆石函上放置着一个长方形小石函。打开半圆石函，其内部还放着一个斗状的石函。斗状石函上刻有“唐代宗朝建塔”的铭文。根據出土的石函銘文記載，始建於唐朝肅宗至德元年（756年）至代宗大曆十四年間（779年），於北宋慶曆五年（1045年）重修，金皇統元年（1141年）重建。